# Discographie des Doors
Cette page liste la discographie de The Doors.

## Compilations
2017 : The Singles

## Singles
| Année | Titre                                                   | Charts               | Charts               | Charts                 | Charts | Album               |
| Année | Titre                                                   | Drapeau de la France | Drapeau de la Suisse | Drapeau des États-Unis |        | Album               |
| ----- | ------------------------------------------------------- | -------------------- | -------------------- | ---------------------- | ------ | ------------------- |
| 1967  | Break on Through (To the Other Side) / End of the Night |                      |                      | #106                   |        | The Doors           |
| 1967  | Light My Fire / The Crystal Ship                        | #52                  |                      | #1                     | #49    | The Doors           |
| 1967  | People Are Strange / Unhappy Girl                       |                      |                      | #12                    |        | Strange Days        |
| 1967  | Love Me Two Times / Moonlight Drive                     |                      |                      | #25                    |        | Strange Days        |
| 1968  | The Unknown Soldier / We Could Be So Good Together      |                      |                      | #39                    |        | Waiting for the Sun |
| 1968  | Hello, I Love You / Love Street                         | #72                  | #10                  | #1                     | #15    | Waiting for the Sun |
| 1968  | Touch Me / Wild Child                                   | #39                  | #10                  | #3                     |        | The Soft Parade     |
| 1969  | Wishful Sinful / Who Scared You                         |                      |                      | #44                    |        | The Soft Parade     |
| 1969  | Tell All The People / Easy Ride                         |                      |                      | #57                    |        | The Soft Parade     |
| 1969  | Runnin' Blue                                            |                      |                      | #64                    |        | The Soft Parade     |
| 1970  | You Make Me Real / Roadhouse Blues                      |                      |                      | #50                    |        | Morrison Hotel      |
| 1971  | Love Her Madly / (You Need Meat) Don't Go No Further    | #36                  |                      | #11                    |        | L.A. Woman          |
| 1971  | Riders on the Storm / The Changeling                    |                      |                      | #14                    | #22    | L.A. Woman          |
| 1971  | Tightrope Ride                                          |                      |                      | #71                    |        | Other Voices        |
| 1972  | The Mosquito                                            |                      |                      | #85                    |        | Full Circle         |
| 1983  | Gloria                                                  |                      |                      | #71                    |        | Alive, She Cried    |

Light My Fire a été rééditée au Royaume-Uni en 1991, atteignant la 7e place des charts et la 71e en France.Ce fut également le cas de Riders on the storm (71e en France), Break On Through (38e en France), et The End (81e en France).
Leurs trois plus grands succès sur le sol américain, Light My Fire, Hello, I Love You et Touch Me, ont été certifiés disque d'or par la RIAA (plus d'un million d'exemplaires vendus).

## Remixes etsamples
- En 2002, la compilation The Best Of The Doors a été vendue en édition limitée avec un disque bonus contenant plusieurs remixes de Riders on the Storm : Baez & Cornell 'Tunnel' Club Mix, Nightmares on Wax Remix, Ibizarre Remix, et Spacebats Remix.
- Snoop Dogg a utilisé un remix de Riders on the Storm (Fredwreck Remix) pour une bande-son sur jeu vidéo Need for Speed: Underground 2.
- Le chanteur de hip-hop Jay-Z a utilisé la chanson Five to One dans The Takeover une chanson de l'album The Blueprint sorti en 2001.
- Mos Def, a également utilisé un sample de la même chanson sur sa chanson The Rape Over de l'album The New Danger en 2004. Cette chanson est considérée comme une parodie de Five to One.
- Fatboy Slim a utilisé un sample de Bird of Prey sur la chanson Sunset de l'album Halfway Between the Gutter and the Stars.
- En 2012, le groupe enregistre une reprise du titre Strange Days pour l'album Something Else de Tech N9ne en sa compagnie au Village Studios à Los Angeles. Les enregistrements de Jim Morrison ont été utilisés pour le refrain.

## Référence
- (en) Cet article est partiellement ou en totalité issu de l’article de Wikipédia en anglais intitulé « The Doors discography » (voir la liste des auteurs).